# 打加芒错
打加芒错是中国西藏自治区岡底斯山脈中段的一座淡水湖，地處日喀则市昂仁县切热乡西側，一處小型地塹盆地內，沿南北方向呈帶狀沿展。湖面海拔5069公尺，表面積8.5至10.0平方公里，遠小於其北方比鄰的打加错。該湖為溫泉與冰川共同形成，湖水主要由西側扎加顶巴山區的小型冰川系統，以及東側冰川經由另一淡水湖——蓬错錯注入的融水供給，並透過該湖南端的达格架间歇泉，沿雅魯藏布江上游支流長馬曲流出。湖的西岸有216国道（原西藏S206省道）經過。